# Цифрова дистрибуція

Товари у Windows Store — платформі цифрової дистрибуції для Microsoft Windows

Цифрова́ дистрибу́ція (також онлайн дистрибуція, доставка контенту) — один із сучасних методів швидкого поширення легального цифрового медіа контенту як аудіо, фільми, відеоігри тощо за допомогою Інтернету без використання фізичних носіїв (папір, диски, касети). Перевага цифрового розповсюдження полягає в легкому і швидкому пошуку та придбанні копій необхідного програмного забезпечення або іншого вмісту, яке має можливість так розповсюджуватись через мережу Інтернет та відповідне ПЗ на пристрої.

## Поширення
Існує кілька варіантів розповсюдження ПЗ через Інтернет. У цифрової дистрибуції основні протоколи — це HTTP, P2P або FTP.
Системи, що поширюють Власницьке програмне забезпечення, звичайно містять технічні засоби захисту авторських прав, що не дозволяють перепродавати копію цієї програми іншим користувачам за межами того пристрою на який він інсталювався. Окрім тих випадків, коли покупець бажає користуватись цим програмним продуктом на іншому своєму пристрої. Хоча деякі цифрові розповсюджувачі можуть обмежувати кількість доступних пристроїв (макс. до 10) або взагалі не надавати таку можливість.

## Купівля копій або прав на використання ПЗ
Існує кілька варіантів покупки.
1. Pay2Play (заплати й грай) — спочатку платиш, потім граєш.
2. Try before you buy — спочатку завантажуєш і отримуєш можливість деякий час грати. Далі, якщо гра подобається та є бажання грати далі, то потрібно заплатити якусь суму, після чого (зазвичай) надається спеціальний серійний номер, вводячи який користувач отримує можливість грати стільки, скільки йому заманеться.
3. Рекламна — в цьому випадку гра абсолютно безкоштовна, проте користувач змушений спостерігати в грі рекламу, з показів якої власник ПЗ отримує гроші.
4. Передплата — заплативши певну суму в місяць, можна грати в будь-які ігри з певного набору, наданого цифровим дистриб'ютором. Також існують поодинокі підписки на одну певну гру й на різний термін (в тому числі необмежений).

### Оплата ПЗ
Оплата права використання ПЗ з використанням банківської картки або платіжних систем інтернету та отримання серійного номера (SN).

### Активація
Активація копії завантаженого ПЗ відбувається за такою загальною схемою: 

На основі SN і згенерованого DRM унікального Коду обладнання, віддалений Сервер активації повертає Активаційний код, який дає можливість запустити захищену копію ПЗ. Надалі можлива деактивація і повторна активація на іншому комп'ютері.

## Цифрова дистрибуція через HTTP
Основним об'єктом маніпуляції в HTTP є ресурс, на який вказує URL (посилання) в запиті клієнта. Зазвичай такими ресурсами є що зберігаються на сервері файли, але найчастіше це можуть бути логічні об'єкти або щось абстрактне.

Сучасний вигляд Steam, розділ новинок

### Steam
Лідер[джерело?] західного[якого?] ринку цифрової дистрибуції, використовує спеціальний клієнт для доставки власницького контенту користувачеві. Загальна кількість абонентів у лютому 2008 перевищила 15 мільйонів, а в онлайні в будь-який час доби знаходяться від 1,2 до 3 млн користувачів. На сьогоднішній момент їм користується понад 120 млн людей по всьому світу.
При купівлі через Steam, гра прив'язується не до комп'ютера, а до акаунту користувача. Одночасне онлайн-підключення з двох комп'ютерів за одним аккаунтом — не допускається.
Деякі ігри, в першу чергу ігри Valve, вимагають обов'язкової реєстрації в Steam, в тому числі поширювані на дисках. Навіть для самітних ігор потрібне підключення до інтернету для їх активації. Після активації зазначеного на коробці ліцензійного коду користувач отримує можливість грати в саму гру і її моди.
Особливість Steam полягає в тому, що він одночасно не тільки є системою дистрибуції, але й:
- Здійснює керування цифровими правами (захист від запуску нелегальної версії гри, яка вимагає запущеного Steam, в першу чергу це всі ігри Valve). Також Steam блокує доступ зі зламаних клієнтів Steam або з нелегальних копій ігор на ліцензійні сервери.
- Автоматично оновлює всі ігри й відновлює пошкоджені ігри.
- Містить систему досягнень в деяких іграх, які зберігаються не тільки на комп'ютері, але і у обліковому записі.
- Є майстер-сервером для ігор Valve (виконує функції пошуку ліцензійних серверів і захисту від чітера (VAC) при грі на серверах із забороненими чітами, блокуючи доступ на ці сервера при використанні читів)
- Містить чат, який дозволяє спілкуватися навіть під час гри й швидко знаходити користувачів, доданих користувачем в список друзів, якщо у них запущений клієнт. Це також дозволяє дарувати копію гри іншим користувачам при покупці або створювати для них гостьові запрошення.
- Дозволяє проводити рекламні акції з доступом до повних версій ігор на певний проміжок часу. (Звичайно кілька днів)
- Дозволяє оновлювати драйвери відеокарт. (Доступно тільки для власників AMD)

Серед клієнтів: Valve, Strategy First, PopCap Games, THQ, 2K Games, Activision, Electronic Arts, Capcom, Square Enix, Codemasters, Eidos Interactive, Firaxis Games, id Software, Ritual Entertainment, Rockstar Games, Sega, Take-Two Interactive та багато інших.
Підтримуються наступні платіжні опції:
- Кредитні картки (Visa, Mastercard, AMEX, Discover, JCB)
- Дебетові картки з логотипом Visa або Mastercard
- PayPal
- Paysafecard
- ClickandBuy
- Webmoney

Цифри продажів не розголошуються.

### Direct2Drive
Цифровий дистриб'ютор, що займається поширенням ігор за стандартною схемою, коли користувач оплачує гру та отримує посилання на дистрибутив і активаційний ключ.
Серед клієнтів: Ubisoft, THQ, Eidos Interactive, Sierra Online, Atari, Midway, 2K Games, Strategy First , Activision, Bethesda Softworks, NCSoft, Codemasters, Monte Cristo Games, SEGA
Підтримуються наступні платіжні опції:
- Кредитні картки
- PayPal

Обсяги продажів не розголошуються.

### GameTap
Сервіс цифрової дистрибуції за передплатою через спеціальний клієнт. Є 3 типи користувачів: гостьовий, зелений і золотий. Гість може грати в невелику кількість ігор (близько 40) з обов'язковим показом реклами протягом гри. «Зеленим» користувач вважається, якщо він зареєструвався на сайті — тоді йому надається можливість пограти в трохи більше ігор і рекламу він бачить не впродовж всієї гри, а лише перед її початком (звичайний рекламний ролик). «Золотий» акаунт коштує 9.95$ в місяць (або 59.95$ на рік) — користувач має доступ до майже 1000 ігор, без будь-якої реклами. Грати можливо тільки при увімкненому клієнті і підключенні до Інтернету.
У червні 2007 GameTap підписали контракт з Macromedia ActiveMark і створили на сайті розділ з завантажуваними іграми.
Серед клієнтів: Activision, Atari, Intellivision Lives!, Midway, Namco, Sega, Taito, Eidos Interactive, G-Mode, Ubisoft, Codemasters, Vivendi Games, Konami, Capcom, Take-Two Interactive і SNK Playmore.
Підтримуються такі платіжні опції:
- Тільки кредитні картки (місячна або річна передплата)

Цифри продажів не розголошуються.

### Origin
Сервіс цифрової дистрибуції від Electronic Arts, де для завантаження ігор від самої EA необхідно використовувати спеціальний програмний клієнт.
Ігри: тільки від Electronic Arts та інших їхніх дочірніх компаній.
Підтримуються наступні платіжні опції:
- Кредитні картки (Visa, Mastercard, AMEX, Discover, JCB)
- Дебетові картки з логотипом Visa або Mastercard
- PayPal
- ClickandBuy
- WebMoney

Додаткова плата стягується за тривале зберігання інсталятора гри на сервері, а саме: при звичайній купівлі гарантується, що ви зможете завантажити гру в будь-який час протягом 6 місяців з моменту покупки. Але в цей час це обмеження зняте.
Цифри продажів не розголошуються.

### Visever
Компанія займається створенням цифрового контенту. Співпрацює з клієнтами більше, ніж в 27 країнах світу.

## Цифрова дистрибуція через P2P
Це комп'ютерні мережі, засновані на рівноправ'ї учасників. У таких мережах відсутні виділені сервер и роздачі, а кожен вузол (peer) є як клієнтом, так і сервером. Подібна організація дозволяє зберігати працездатність мережі при будь-якій кількості й будь-якому поєднанні доступних вузлів.

### YUPLAY
Найбільш великий з Російських сервісів цифрової дистрибуції, представляє найбільший каталог ігор. Спочатку система розповсюдження контенту була заснована на P2P, коли за допомогою спеціального клієнта (або будь-якого торент менеджера) користувач викачує гру не тільки з сервера, але і з інших користувачів, які вже купили цю гру. Такий підхід суттєво знижує навантаження на сервер, тим самим уникаючи зниження швидкості завантаження у користувачів, працюючи виходячи з правил — чим більше качають, тим швидше лунає контент. Трохи пізніше з'явилася можливість викачувати контент і через звичайний HTTP протокол, використовуючи можливості браузера або улюбленого менеджера завантаження. Для оплати можна використовувати WebMoney, Yandex, QIWI, SMS, «кредитні картки» будь-яких банків, платежі «Білайн» і інші популярні способи оплати. Процес покупки відбувається наступним чином: користувач поповнює свій рахунок, після чого купує потрібний йому контент, в цьому випадку гроші автоматично списуються з особового рахунку користувача.
Особливості сервісу YUPLAY:
- Використовується свій власний клієнт для завантаження контенту.

- Завантажити контент можна різними способами: YUPLAY-даунлоадер (рекомендований), використовуючи будь-який torrent-менеджер, а також через звичайний HTTP-протокол.

- Для розповсюдження контенту використовується P2P-технологія (torrent-мережа), а також HTTP протокол.

- Можливість отримувати відсоток грошей від покупок інших користувачів, використовуючи спеціальні посилання «інвайт».

- Доступні безкоштовні гри, а також різні додатки: демо-версії, моди, ролики, патчі.

- Можливість заводити друзів, рекомендувати ігри, сортувати ігри за рекомендаціями друзів тощо

- Автоматичне сповіщення користувача про вихід доповнень і оновлень до куплених ним раніше ігор.

- API, підтримка досягнень (як в Steam), можливість вмонтувати в свій проект досягнення через YUPLAY.

- Можливість купити ігри («1С», «Новий Диск», «Бука», «Акелла», Electronic Arts, Activision, The Games Company, GFI / Russobit та інші) в викачувати відео.